# Levene Gouldin & Thompson Tennis Challenger 2006
Il Levene Gouldin & Thompson Tennis Challenger 2006 è stato un torneo di tennis facente parte della categoria ATP Challenger Series nell'ambito dell'ATP Challenger Series 2006. Il torneo si è giocato a Binghamton negli Stati Uniti dal 7 al 13 agosto 2006 su campi in cemento.

## Vincitori

### Singolare
Scott Oudsema ha battuto in finale  Lukáš Lacko con il punteggio di 7–6(5), 6–2

### Doppio
Scott Lipsky /  David Martin hanno battuto in finale  Colin Fleming /  Jamie Murray con il punteggio di 7–5, 5–7, [10-3]